# Costituzione di Vanuatu
La Costituzione di Vanuatu è la legge fondamentale che istituisce delle regole e delle leggi dello stato insulare di Vanuatu. Scritta nel 1980, l'ultimo aggiornamento, del diritto costituzionale, è stato fatto nel 2006.